# Achrysocharoides latreillii
Achrysocharoides latreillii is een vliesvleugelig insect uit de familie Eulophidae. De wetenschappelijke naam is voor het eerst geldig gepubliceerd in 1826 door Curtis.